# Частный курорт
«Частный курорт» (англ. Private Resort) — американская комедия 1985 года режиссёра Джорджа Бауэрса.
Это единственный фильм, в котором Джонни Деппа можно увидеть полностью голым.

## Сюжет
Два молодых и веселых парня (Бен и Джек) попадают в роскошный отель на побережье Майами, чтобы «оттянуться по полной программе» в окружении загорелых блондинок. По стечению обстоятельств они, к сожалению, портят отношения с вором по кличке «Маэстро» и вынуждены скрываться от него всеми доступными способами.

## В ролях
- Роб Морроу — Бен
- Джонни Депп — Джек Маршалл
- Эмили Лонгстрит — Пэтти
- Кэрин О`Брайан — Дана
- Гектор Элизондо — вор «Маэстро»
- Доди Гудмен — миссис Роулингс
- Тони Азито — охранник Ривс
- Хилари Шеперд — Ширли
- Лесли Истербрук — Бобби Сью
- Майкл Боуэн — Скотт
- Лиза Лондон — Элис
- Эндрю Дайс Клэй — Курт

## Отзывы
Фильм получил негативные отзывы критиков. На сайте Rotten Tomatoes у него 20 % положительных отзывов на основе 5 рецензий.